# Cololejeunea myriantha
Cololejeunea myriantha là một loài Rêu trong họ Lejeuneaceae. Loài này được (Herzog) S.W. Arnell mô tả khoa học đầu tiên năm 1953.